# 48:13
Albums de Kasabian
Live!
(2012) For Crying Out Loud
(2017)
Singles
1. eez-eh
Sortie : 29 avril 2014
2. bumblebeee
Sortie : 3 août 2014
3. bow (uniquement en Italie)
Sortie : 10 octobre 2014
4. stevie
Sortie : 7 novembre 2014

48:13 est le cinquième album studio du groupe britannique de rock alternatif Kasabian sorti le 9 juin 2014 par Columbia Records.

## Historique

### Contexte
Camarades au Community College de Countesthorpe, Sergio Pizzorno, Chris Edwards et Tom Meighan forment un groupe qui reprend, dans un premier temps, les différents classiques d'Oasis. Ils sont ensuite rejoints par Chris Karloff et commencent à se produire à partir de septembre 1997 sous le nom de Saracuse,. Avec leur première démo enregistrée en 2001 au studio Bedrock de Leicester,, ils signent avec Sony BMG et commencent dès le printemps 2002 à enregistrer un premier album studio. La formation prend alors le nom de Kasabian. Plusieurs batteurs se succèdent au sein de la formation durant ces sessions,,, avant que le poste ne soit finalement confié à Ian Matthews. Le soutien d'Eddy Temple-Morris, animateur sur XFM, leur permet d'obtenir quelques passages à la radio, d'être en première partie de groupes plus importants (Black Rebel Motorcycle Club et The Who) et de participer aux grands festivals estivaux (Glastonbury Festival, T in the Park, V Festival, Reading and Leeds Festivals et Summer Sonic Festival),.
Leur premier album, homonyme, sort le 6 septembre 2004 et les place sur le devant de la scène avec une 4e place du classement britannique des ventes, et un double disque de platine à la fin 2005, avec presque un million d'exemplaires vendus dans le monde. Le concert qu'ils donnent le 15 décembre 2004 à la Carling Brixton Academy pour le 24e anniversaire de Pizzorno donne ensuite lieu à l'album live Live from Brixton Academy, lui aussi double disque de platine. Kasabian, désormais sans Karloff fraîchement marié et vivant à New York, commence l'enregistrement de son deuxième disque en février 2006 aux studios Rockfield (pays de Galles) et officialise l'arrivée de Jay Mehler au sein de la formation,. Empire sort le 28 août 2006 et entre directement en tête de l'UK Albums Chart, avant d'être double disque de platine à son tour après un an d'exploitation, avec plus d'un million d'exemplaires vendus à travers le monde, dont plus de 600 000 copies uniquement au Royaume-Uni.
Le groupe se produit alors sur quatre des cinq continents du monde et donnent également quelques concerts en faveur d’œuvres caritatives, telles que le Teenage Cancer Trust (en),, avant d'entrer de nouveau en studio : chez Pizzorno et dans le leur près d'Islington, dans le nord de Londres. Le 8 juin 2009, West Ryder Pauper Lunatic Asylum fait aussi bien que son prédécesseur, se plaçant directement à la 1re place du classement des ventes d'albums au Royaume-Uni, obtenant plusieurs certifications et même plusieurs récompenses musicales,. Suivant le même modus operandi à partir de fin 2010,, le quatrième album studio de Kasabian — Velociraptor! — paraît le 19 septembre 2011. Il débute lui aussi en tête du classement des ventes britanniques avec plus de 94 000 ventes dès la première semaine, mais fait légèrement moins bien au niveau des certifications avec simplement un disque de platine dans son pays d'origine. De nouveau en tournée à travers le monde, un deuxième album live intitulé Live! est vendu au début de l'été 2012,.

## Parution et réception

### Succès commercial
Comme les quatre précédents albums, 48:13 entre directement à la première place du classement des ventes d'albums au Royaume-Uni, avec plus de 70 000 exemplaires vendus dès la première semaine.

### Classements et certifications
| Classement musical            | Meilleure position |
| ----------------------------- | ------------------ |
| Allemagne (Media Control AG)  | 26                 |
| Australie (ARIA)              | 11                 |
| Autriche (Ö3 Austria Top 40)  | 22                 |
| Belgique (Wallonie Ultratop)  | 18                 |
| Belgique (Flandre Ultratop)   | 30                 |
| Danemark (Tracklisten)        | 40                 |
| Écosse (OCC)                  | 1                  |
| Espagne (Promusicae)          | 44                 |
| France (SNEP)                 | 46                 |
| Irlande (IRMA)                | 2                  |
| Italie (FIMI)                 | 16                 |
| Japon (Oricon)                | 21                 |
| Nouvelle-Zélande (RIANZ)      | 20                 |
| Pays-Bas (Mega Album Top 100) | 28                 |
| Pologne (ZPAV)                | 12                 |
| Royaume-Uni (UK Albums Chart) | 1                  |
| Suisse (Schweizer Hitparade)  | 11                 |

| Pays        | Ventes   | Certifications |
| ----------- | -------- | -------------- |
| Royaume-Uni | 300 000+ | Platine        |

## Fiche technique

### Liste des chansons
Toutes les chansons sont écrites et composées par Sergio Pizzorno.
| No  | Titre        | Durée |
| --- | ------------ | ----- |
| 1.  | (shiva)      | 1:07  |
| 2.  | bumblebeee   | 4:01  |
| 3.  | stevie       | 4:45  |
| 4.  | (mortis)     | 0:48  |
| 5.  | doomsday     | 3:40  |
| 6.  | treat        | 6:53  |
| 7.  | glass        | 4:48  |
| 8.  | explodes     | 4:18  |
| 9.  | (levitation) | 1:19  |
| 10. | clouds       | 4:45  |
| 11. | eez-eh       | 3:00  |
| 12. | bow          | 4:27  |
| 13. | s.p.s        | 4:22  |

| 14. | beanz    | 4:40 |
| 15. | gelfling | 3:15 |

### Interprètes
Kasabian
- Sergio Pizzorno : chant, guitare, synthétiseur, programmation
- Tom Meighan : chant
- Chris Edwards : basse, guitare
- Ian Matthews : batterie, percussions

Musiciens additionnels
- Jason Mehler : guitare
- Ben Kealey : Wurlitzer sur treat, piano sur clouds
- Tim Carter : guitare, percussions
- Gary Alesbrook : trompette sur treat, stevie et s.p.s.
- Trevor Mires : trombone sur treat, stevie et s.p.s.
- Andrew Kinsman : saxophone sur treat, stevie et s.p.s.
- Suli Breaks : chœur sur glass
- Wilf Dillon : lecture en latin sur (mortis)
- London Metropolitan Orchestra (en)

### Équipe de production
- Sergio Pizzorno : production
- Steve McLaughlin : ingénieur du son
- Mark Stent : mixage
- Mike Marsh : mastering

### Ouvrage
- (en) Joe Shooman, Kasabian : Sound, Movement & Empire, Independent Music Press, 24 avril 2008, 176 p. (ISBN 190619100X et 978-1906191009)

1. ↑  Shooman 2008, p. 15
2. ↑  Shooman 2008, p. 16-17
3. ↑  Shooman 2008, p. 19
4. ↑  Shooman 2008, p. 20-21
5. ↑  Shooman 2008, p. 39
6. ↑  Shooman 2008, p. 42-43
7. ↑  Shooman 2008, p. 47
8. ↑  Shooman 2008, p. 54-59
9. ↑  Shooman 2008, p. 70-71
10. ↑  Shooman 2008, p. 95
11. ↑  Shooman 2008, p. 106-108
12. ↑  Shooman 2008, p. 80-81
13. ↑  Shooman 2008, p. 97-101
14. ↑  Shooman 2008, p. 113
15. ↑  Shooman 2008, p. 111-112
16. ↑  Shooman 2008, p. 131
17. ↑  Shooman 2008, p. 132-133
18. ↑  Shooman 2008, p. 137-139
19. ↑  Shooman 2008, p. 146-147
20. ↑  Shooman 2008, p. 148-149
21. ↑  Shooman 2008, p. 158-159
22. ↑  Shooman 2008, p. 164-165

### Autres sources
1. ↑  (en) « KASABIAN », sur officialcharts.com (consulté le 21 juin 2013)
2. ↑  (en) « Live from Brixton Academy », sur kasabian.co.uk (consulté le 6 avril 2012)
3. 1 2 3 4  (en) « Top 20 Rock singles and albums of 2011 », sur officialcharts.com (consulté le 6 octobre 2012)
4. ↑  (en) « Album review: Kasabian - 'West Ryder Pauper Lunatic Asylum' », sur nme.com (consulté le 24 février 2013)
5. ↑  (en) « Michael Jackson tops album chart », sur news.bbc.co.uk (consulté le 29 juin 2009)
6. ↑  (en) « Q Awards 2009 », sur news.qthemusic.com (consulté le 20 mars 2012)
7. ↑  (en) « NME Awards 2010 », sur nme.com (consulté le 20 mars 2012)
8. ↑  (en) « Kasabian In The Studio - Part One video », sur nme.com (consulté le 4 août 2013)
9. ↑  (en) « Kasabian wraps local production with Dan The Automator of ‘Velociraptor’ », sur sfexaminer.com (consulté le 4 août 2013)
10. ↑  (en) « Velociraptor! », sur kasabian.co.uk (consulté le 31 mars 2012)
11. ↑  (en) « No Regrets for Dappy as Kasabian score monster hit », sur officialcharts.com (consulté le 5 août 2013)
12. ↑  (en) « Order Kasabian’s Official Live Album Now », sur kasabian.co.uk (consulté le 6 août 2013)
13. ↑  (en) « 'Kasabian Live! Live At The o2' DVD & Blu-ray - Out Now », sur kasabian.co.uk (consulté le 19 février 2013)
14. ↑  « Kasabian hit Number 1: “What a way to kick off the biggest three weeks of our lives“ », sur officialcharts.com (consulté le 21 juin 2014)
15. ↑  (de) Charts.de – Kasabian – 48:13. GfK Entertainment. PhonoNet GmbH.
16. ↑  (en) Australian-charts.com – Kasabian – 48:13. ARIA Top 50 album. Hung Medien.
17. ↑  (de) Austriancharts.at – Kasabian – 48:13. Ö3 Austria Top 40. Hung Medien.
18. ↑  Ultratop.be – Kasabian – 48:13. Ultratop 200 albums. Ultratop et Hung Medien / hitparade.ch.
19. ↑  (nl) Ultratop.be – Kasabian – 48:13. Ultratop 200 albums. Ultratop et Hung Medien / hitparade.ch.
20. ↑  (da) Danishcharts.com – Kasabian – 48:13. Tracklisten. Hung Medien.
21. ↑  (en) Archive Chart. Top 40 Scottish Albums. The Official Charts Company.
22. ↑  (en) Spanishcharts.com – Kasabian – 48:13. Top 100 álbumes. Hung Medien.
23. ↑  Lescharts.com – Kasabian – 48:13. SNEP. Hung Medien.
24. ↑  (en) GfK Chart-Track. Irish Albums Chart. Irish Recorded Music Association.
25. ↑  (en) Italiancharts.com – Kasabian – 48:13. FIMI. Hung Medien.
26. ↑  (ja) Oricon Top 50 Albums. Top 50 Albums. Oricon.
27. ↑  (en) Charts.org.nz – Kasabian – 48:13. RIANZ. Hung Medien.
28. ↑  (nl) Dutchcharts.nl – Kasabian – 48:13. Mega Album Top 100. Hung Medien.
29. ↑  (pl) Oficjalna lista sprzedaży. OLIS. ZPAV.
30. ↑  (en) Official Albums Chart Top 100. UK Albums Chart. The Official Charts Company.
31. ↑  (en) Swisscharts.com – Kasabian – 48:13. Schweizer Hitparade. Hung Medien.